# 八木瑞生
八木 瑞生（やぎ みずお、本名同じ、1966年10月21日 - ）は、静岡県島田市出身の日本の元俳優、警察官（警視正）。俳優当時の愛称はミズオ。
TBSテレビ「欽ちゃんの週刊欽曜日」に出演し、欽ちゃんファミリーに仲間入り。工学院大学の学生をしながら芸能界デビューを果たした。

## プロフィール
- 1966年10月21日生まれ
- 静岡県島田市出身
- 身長169cm、体重64kg

## 略歴
静岡県内の高校生の時に萩本欽一が主演する番組「欽ちゃんの週刊欽曜日」のオーディションに参加し、欽ちゃん走りを見せ、87,000人の中から中山秀征と共に最終選考会を突破した。デビュー当時は、ドラムを担当し演奏と運動・コントコーナーで活躍をしたが、1985年の番組終了とともに降板した。
大学に通いながら芸能活動を続けたが、卒業後、就職活動時に地元で交番のお巡りさんに誘われたのがきっかけで静岡県警察の警察官となる。最初の勤務は興津交番。その後、機動隊・静岡中央警察署・菊川警察署を経て、県警本部で警備・警務部門に携わる。
機動隊の小隊長だった2001年7月、小泉首相（当時）が静岡に演説に来た際に、静岡駅前に集まった7000人の観衆に向かっての語りかけが、のちにDJポリスの先駆けとして取り上げられ、2013年の静岡県警察本部のオープンキャンパス時に、安倍川花火大会の混雑を想定して実施された一般向けのDJポリス体験の講師として登場している。
2019年4月、静岡県警察本部に新設された「オリンピック・パラリンピック対策課長」として、ラグビーワールドカップとオリンピック・パラリンピックの警備計画の作成と警備体制の調整業務に従事していることが新聞で紹介され、記事中で、元欽ちゃんファミリーであったことに本人から言及があった。
2022年4月より、静岡県清水警察署長。2023年4月より、静岡県警察学校長。2025年4月より、静岡県警警備部長。